# Unspunnenfest

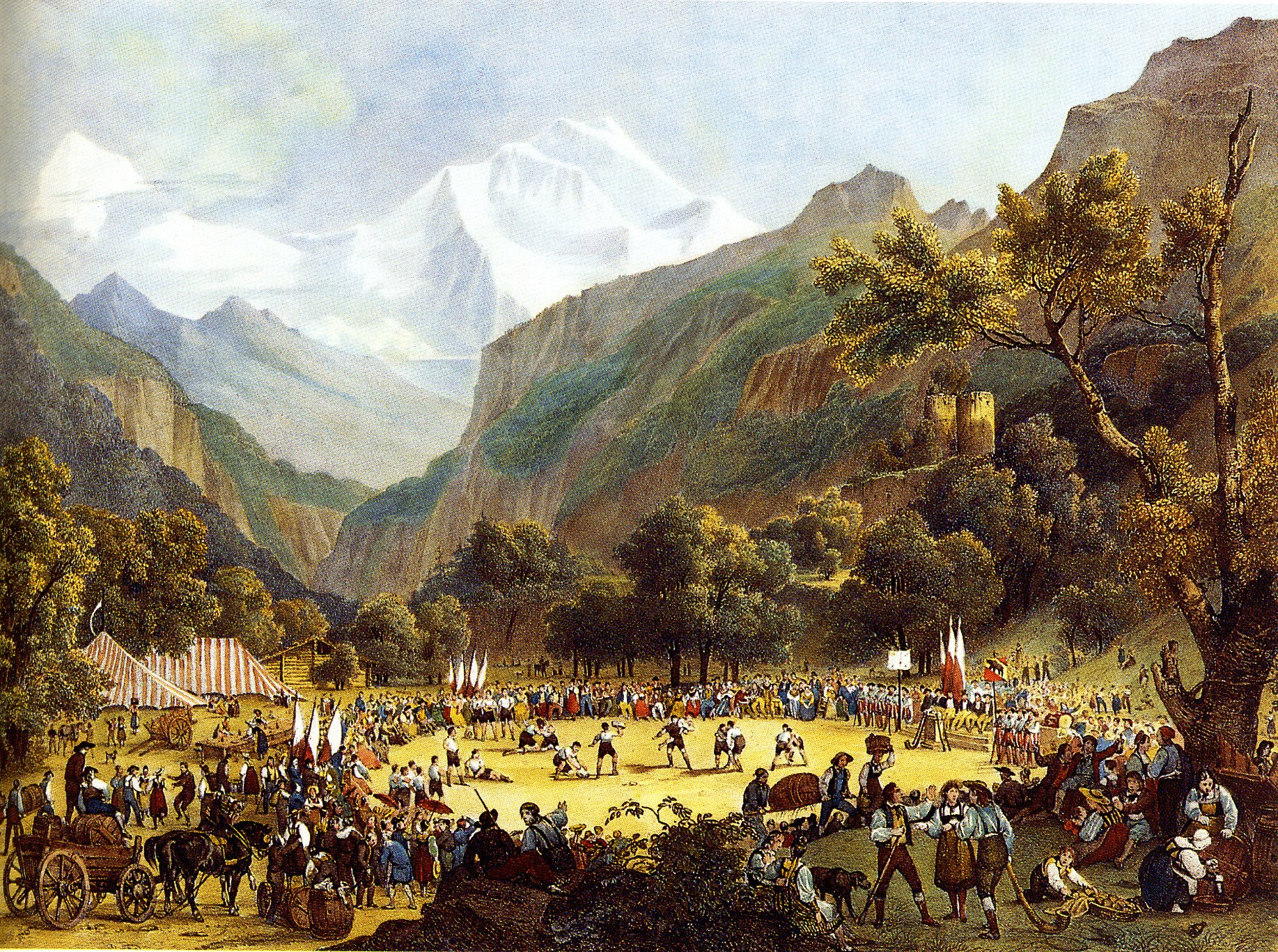
Das Unspunnenfest von 1808

Das Unspunnenfest ist ein Schweizer Alphirtenfest, das erstmals in der Frühphase der Mediationszeit im Jahr 1805 nahe der Burg Unspunnen bei Interlaken durchgeführt wurde. Das Unspunnenfest beginnt jeweils am letzten Samstag im August und endet eine Woche später am Sonntag. An den ersten zwei Tagen des Festes findet der Unspunnen-Schwinget statt. Nach unregelmässigen Daten der Veranstaltung wurde um das Jahr 2000 beschlossen, das Fest alle 12 Jahre, der Unspunnen-Schwinget jedoch alle 6 Jahre durchzuführen, so zuletzt 2017 und 2023.

## Ruine Unspunnen
Das erste Unspunnenfest fand vor dem Alpenpanorama von Eiger, Mönch und Jungfrau am 17. August 1805 unweit der Ruine Unspunnen statt. Diese Burgruine liegt auf einem Hügel über den heutigen Dörfern Matten, Wilderswil, Bönigen und den Städten Interlaken und Unterseen am Rand des Bödeli, der Schwemmebene der Lütschine zwischen dem Thuner- und dem Brienzersee.

## Erstes Unspunnenfest, 1805

### Initianten
Angeregt wurde das Unspunnenfest von vier aristokratischen Bernburgern, also Angehörigen des bernischen Patriziates: Schultheiss Niklaus Friedrich von Mülinen (1760–1833), der 1798 im Kampf gegen die anrückenden napoleonischen Truppen Berner Oberländer Soldaten befehligt hatte, Friedrich Ludwig Thormann (1762–1839), der zwischen 1803 und 1810 bernischer Oberamtmann in Interlaken war, Franz Sigmund Wagner (1759–1835), ein Mitbegründer der Kunstgesellschaft Bern, der in der Gründungsunterlagen des Unspunnenfestes als «Kunstliebhaber» bezeichnet wird und Franz Niklaus König (1765–1832), ein überregional bekannter Maler, Radierer und Lithograph.

### Ankündigung
Das Unspunnenfest von 1805 wurde unter anderem im Pariser Moniteur Universel und in den Gemeinnützigen Schweizerischen Nachrichten angekündigt, wo Mitinitiant Wagner die Festidee folgendermassen umschrieb: «Nach den langen Jahren des Diktats und der Demütigung durch die Franzosen sollte dem Schweizervolk wieder einmal Gelegenheit zu echter Festfreude geboten werden, sollten schweizerische Kampfspiele und Lieder das Selbstgefühl und das Nationalbewusstsein stärken.»

### Politische Grosswetterlage
Das Pathos kam nicht von ungefähr: 1805, als in Austerlitz die Drei-Kaiser-Schlacht wütete, wo auf allen Seiten auch schweizerische und bernische Soldaten ihr Leben liessen, schwand im Berner Oberland, in Bern und in der ganzen Schweiz der Einfluss Napoleons. Die Helvetik (1798–1803), die unter anderem das Berner Oberland als eigenen Kanton Oberland installiert hatte, stand zur Disposition. Das Unspunnenfest hatte darin seine gesellschaftspolitische Funktion, die nicht nur Wagner beschrieb.
Mit einem ländlichen Fest sollte «aus jener Liebe zu den alten Volksbräuchen auch die neu spriessende Blume ihrer konservativen Aristokratie getränkt werden», urteilten ebenso pathetisch die Berner Oberländer Anhänger der Helvetik, die sogenannten Patrioten. Die Berner Regierung verfolgte intensiv die politischen Umtriebe dieser Patrioten, die sich auf den Standpunkt stellten, die Stadtberner wollten «im Grunde nichts anderes als die Wiederherstellung der alten Herrschaftsverhältnisse».

### Vermittlung zwischen Stadt und Land
Die Kräfte der Helvetik und in der Folge die Mediationsverfassung hatten die Stadt Bern und das Land politisch gleichgestellt und unter anderem Rechtsgleichheit, Handels-, Gewerbe-, Gewissens-, Religions- und Pressefreiheit gebracht. Diese revolutionären Errungenschaften blieben nicht gänzlich erhalten: Das so genannte Ancien Régime, vertreten durch die Bernburger, suchte seine Position zu stärken; die Patrioten, häufig vertreten durch Lehrer, versuchten dagegenzuhalten.
Das Unspunnenfest sollte in der Lesart der Veranstalter vermittelnde Funktion haben; der Mundartschriftsteller Rudolf von Tavel, auch er ein Berner Patrizier, hat in seinem Werk Unspunnen davon Zeugnis abgelegt: Hier eine gebildete Obrigkeit, die ihre selbstverständliche politische und wirtschaftliche Führungsrolle zum Wohle des ganzen Bernerlandes ausübt, dort eine arbeitsame Bevölkerung, die von der Küche über den Acker bis aufs Schlachtfeld geschickt und folgsam ihre Rolle ebenfalls zum Wohle des ganzen Bernerlandes ausfüllt.
Das Unspunnenfest von 1805 lehnte sich an die traditionellen Alphirtenfeste an, wo die Viehbesitzer im Rahmen eines mittsommerlichen Festes jeweils den Stand der Dinge auf den Alpen überprüfen. Beim Unspunnenfest wurden die Rollen jedoch verschoben: Der wieder installierten Obrigkeit und ihren meist adeligen Freunden, die aus ganz Europa zum Fest strömten und damit nebenhin den Tourismus begründeten, stand eine ländliche Bevölkerung gegenüber, die in der Naturarena ihr handwerkliches und künstlerisches Können zeigte.
Obschon Bern Unruhen fürchtete und entsprechende Vorsichtsmassnahmen traf, verlief das eintägige Fest mit Wettstreit und Prämierung zufriedenstellend. Es sollte fortan alljährlich stattfinden; als ländliches Schweizerfest, gestiftet von «einer Gesellschaft Berner, Freunde alter vaterländischer Sitten und Gebräuche», wie der Mitinitiant Franz Sigmund Wagner festhielt.

## Zweites Unspunnenfest, 1808
Zu der geplanten jährlichen Wiederholung kam es nicht. Erst 1808 wurde im Gedenken an den legendären Rütlischwur von 1307 ein zweites Unspunnenfest aufgelegt. Im Zuge der Medienberichte über das erste Fest und einer wiederum guten Werbung kamen diesmal rund 5000 Besucher, was einen erneuten touristischen Schub auslöste.

## Unspunnenstein
Bereits bei dem ersten Unspunnenfest von 1805 wurde ein Wettbewerb im Steinstossen ausgetragen. Dabei wurde ein Stein mit einem Gewicht von 184 Pfund gestossen. Seit 1905 wurde ein 83,5 Kilogramm schwerer Stein verwendet, der Unspunnenstein genannt wird.

## Pause (1808–1905)
Dass es nicht zur jährlichen Austragung kam, lag nicht zuletzt am weiterhin schlechten Verhältnis zwischen Stadt und Land: «Die politischen und wirtschaftlichen Verhältnisse blieben im Oberland gespannt. Polizeiwesen und Armennot spotteten nach wie vor der holden Einigkeit zwischen Regierung und Volk», schreiben Rudolf Gallati und Christoph Wyss im Standardwerk Unspunnen, erschienen 1993 beim Verlag Schlaefli in Interlaken.
Die Unruhe eskalierte 1814, als es im Berner Oberland zu offener Aufruhr gegen Bern kam. An Unspunnenfeste wurde vorderhand nicht mehr gedacht: Beide Feste hatten zwar den Tourismus nachhaltig entfacht, aber ihre gesellschaftspolitischen Zwecke völlig verfehlt.

## Neuanfang im Zeichen des Tourismus (1905)
Als man 1905 an die Organisation der dritten Auflage ging, war die Absicht denn auch einerseits touristisch, feierte man doch ausdrücklich 100 Jahre Tourismus und setzte den Festtermin zwecks Belebung der Saison auf den 24. bis 27. Juni fest. Andererseits hatten sich im Laufe des 19. Jahrhunderts ein neuer, quasi im Gegensatz zum ständischen Nationalismus der Patrizier ein bürgerlicher Nationalismus etabliert: Eidgenössischer Schützenverein, Eidgenössischer Turnverein, Eidgenössischer Sängerverein und Eidgenössischer Schwingerverein waren 1905 zuvorderst mit von der Partie, als das Unspunnenfest unter der Affiche VI. Eidg. Schwing- und Älplerfest erfolgreich über die Bühne ging.

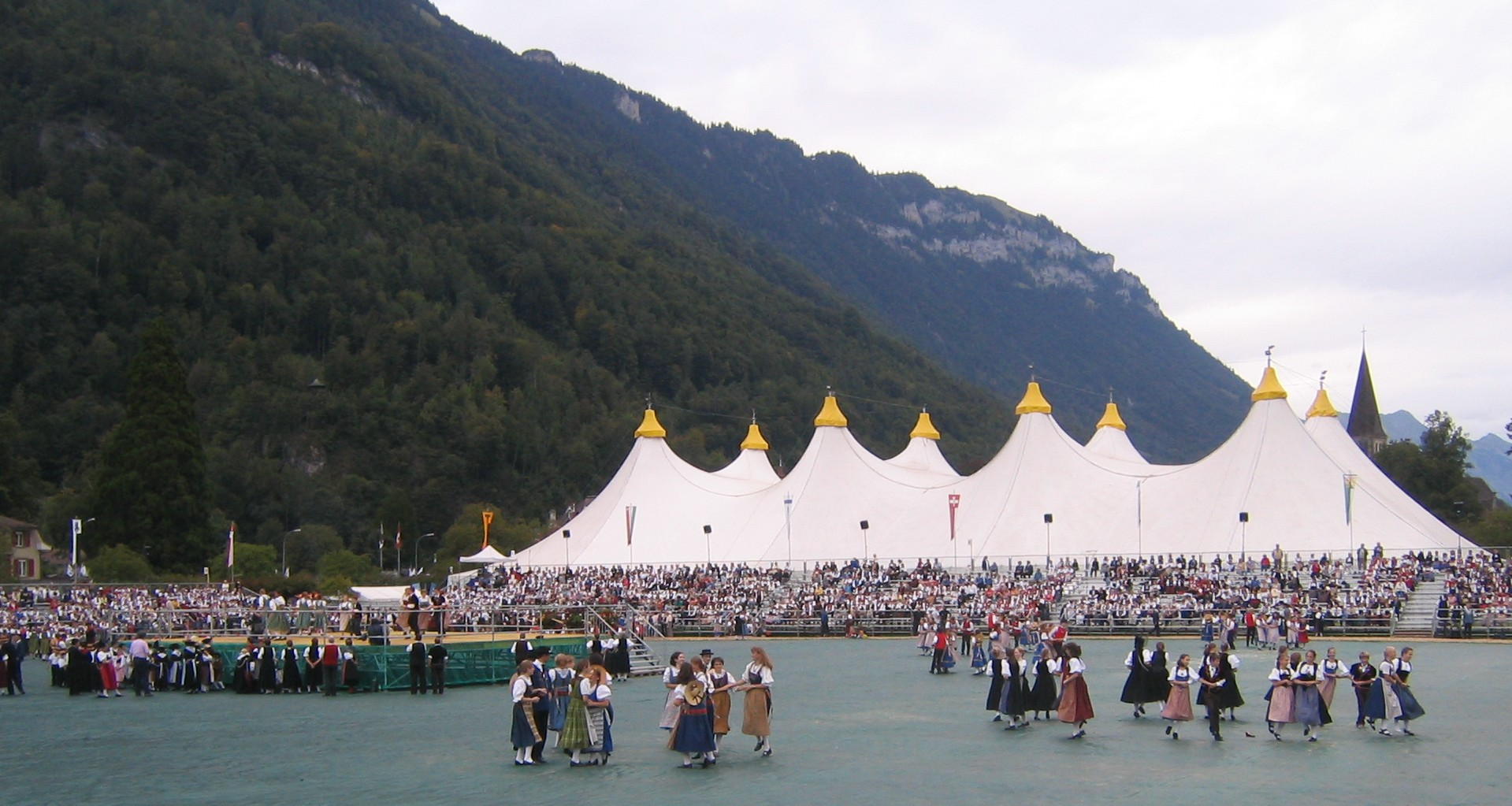
Trachtentanz beim Unspunnenfest 2006

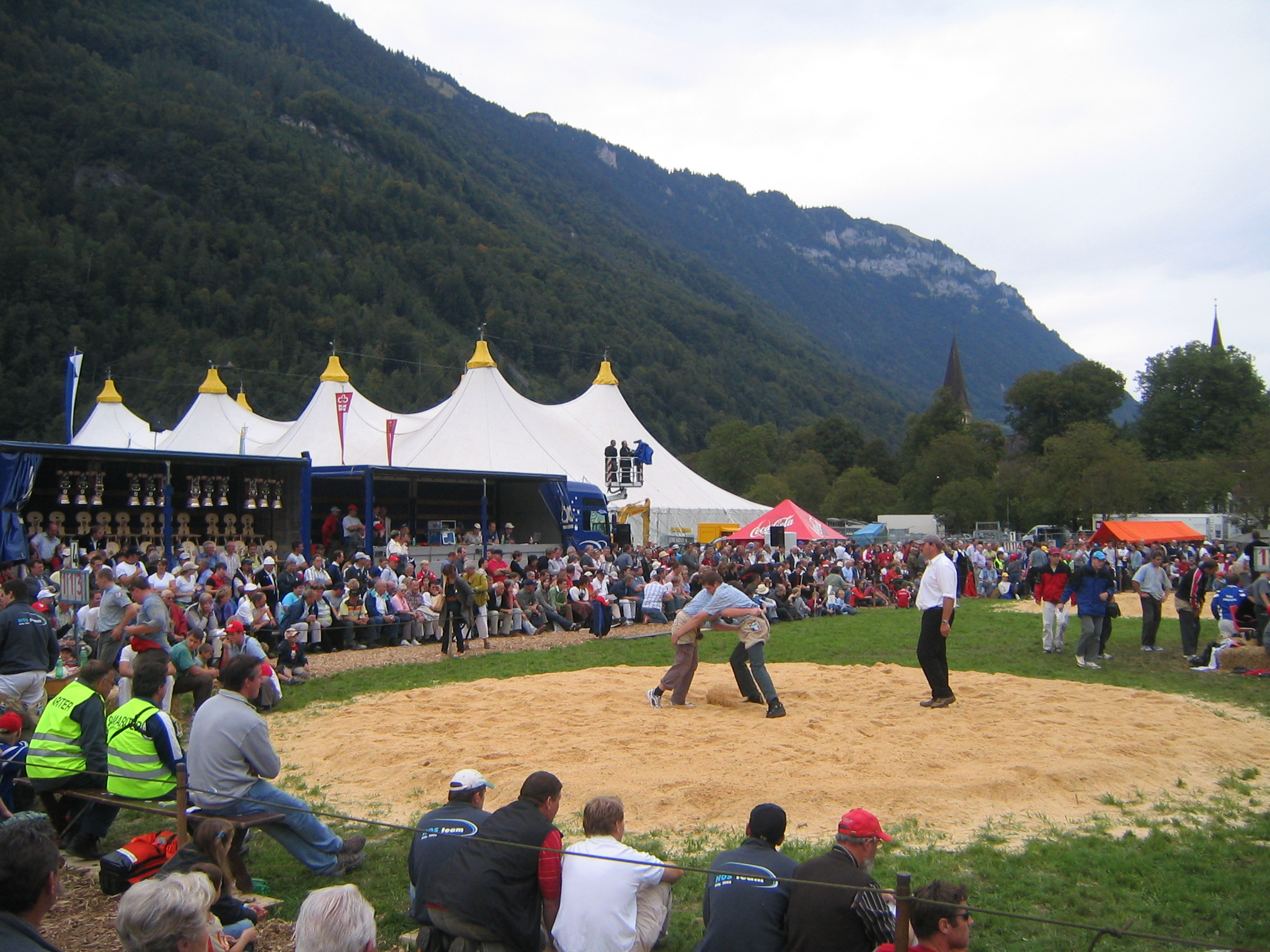
Schwingen auf der Höhematte beim Unspunnenfest 2006 (das eigentliche Unspunnen-Schwinget war 2006 noch nicht auf der Höhematte)

## Weitere Feste
Im 20. Jahrhundert wurde das Fest dann noch sechs weitere Male durchgeführt: 1946, 1955, 1968, 1981 und 1993. Beim Unspunnenfest 1955 als 150-Jahr-Jubiläum wurde das Festspiel „Unspunnen 1805“ von Oskar Eberle auf der Unspunnenwiese dargeboten. Im Jahre 2005 sollte eigentlich anlässlich des 200. Jubiläums ein weiteres Unspunnenfest stattfinden. Wegen der grossen Unwetterschäden durch das Alpenhochwasser 2005 wurde das Fest aber um ein Jahr verschoben und fand vom 1. bis 3. September 2006 statt. Das insgesamt zehnte Fest und zweite Unspunnenfest im 21. Jahrhundert wurde vom 26. August bis 3. September 2017 ausgetragen. Das nächste Fest soll 2029 stattfinden.

### Unspunnen-Schwinget
Das Unspunnenschwingen findet alle sechs Jahre, im Jahr nach dem eidgenössischen Schwingfest statt. Es findet nur an einem Tag statt mit den 100 besten Schwingern der Schweiz. Dies ist ein Schwingerfest, bei dem auch andere Wettkämpfe wie beispielsweise das Steinstossen mit dem Unspunnenstein ausgetragen werden. Neben dem Eidgenössischen Schwingfest gelten nur noch das Kilchberger Schwingfest, das Unspunnen-Schwinget und das Expo-Schwinget, das nur an Schweizerischen Landesausstellungen ausgetragen wird, als Feste mit eidgenössischem Charakter.
Im Jahr 2011 fand das Unspunnen-Schwinget vom 1. bis 4. September erstmals auf der Höhematte im Zentrum von Interlaken statt, wo sonst auch das Unspunnenfest stattfindet. Es wurde eine Tribünen für 15'000 Personen aufgebaut. 2017 und 2023 fand es jeweils am letzten August-Wochenende statt.
| Jahr | Name                                                                   | Herkunft               |
| ---- | ---------------------------------------------------------------------- | ---------------------- |
| 1805 | Stähli Hans                                                            | Schwanden bei Brienz   |
| 1808 | Brog Peter                                                             | Oberhasli              |
| 1895 | Niklaus Alfred (1. Fest) Michel Hans (1. Fest) Haueter Fritz (2. Fest) | Köniz Brienz Erlenbach |
| 1905 | Stucki Hans (1a) Schneider Albrecht (1b)                               | Konolfingen Trub       |
| 1946 | Fink Arnold (1a) Abplanalp Ernst (1b)                                  | Büetigen Meiringen     |
| 1949 | Kopp Hans                                                              | Niederönz              |
| 1955 | Münger Hans (1a) Gasser Hansueli (1b)                                  | Biel Ersigen           |
| 1962 | Schild Kurt                                                            | Biel                   |
| 1968 | Gasser Peter (1a) Hunsperger Ruedi (1b)                                | Ersigen Habstetten     |
| 1976 | Schläfli Ernest                                                        | Posieux                |
| 1981 | Betschart Leo                                                          | Sins                   |
| 1987 | Gasser Niklaus                                                         | Belp                   |
| 1993 | Sutter Thomas                                                          | Appenzell              |
| 1999 | Abderhalden Jörg                                                       | Nesslau                |
| 2006 | Grab Martin                                                            | Rothenthurm            |
| 2011 | Bösch Daniel                                                           | Sirnach                |
| 2017 | Stucki Christian                                                       | Lyss                   |
| 2023 | Giger Samuel                                                           | Ottoberg               |

## Logistik
Beim Fest von 1805 mussten 600 angereiste Gäste mangels Gasthöfen bei Privatpersonen untergebracht werden. 1805 gab es mit dem Stadthaus, dem Klosterareal und dem Hirschen erst drei Beherberger für Reisende.
Im Jahr 2006 bot die Region Interlaken rund 4500 Gästebetten in etwa 60 Hotels sowie in gut 90 Restaurants über 6500 Plätze an.